# مارفين إيراهيتا
مارفين إيراهيتا (بالإسبانية: Marvin Iraheta)‏ (31 مايو 1992 في السلفادور - ) هو لاعب كرة قدم سلفادوري في مركز الوسط. شارك مع منتخب السلفادور تحت 17 سنة لكرة القدم. أما مع النوادي، فقد لعب مع نادي شيفاز يو إس أي ونادي أليانزا ‏.

## روابط خارجية
- مارفين إيراهيتا على موقع الدوري الأمريكي (الإنجليزية)
- مارفين إيراهيتا على موقع قاعدة بيانات كرة القدم.إي يو (الإنجليزية)